# Дворник Сергій Олександрович
Сергій Олександрович Дворник (нар. 12 травня 1998, Гребінка, Полтавська область, Україна) — український футболіст, воротар ФК «Гірник-Спорт».

## Життєпис
Народився в місті Гребінка, Полтавська область. Вихованець полтавської «Ворскли», в юнацькій академії якої навчався до 2015 року. Дорослу футбольну кар'єру розпочав 2016 року в клубі «Колос» (Лазірки), який виступав в чемпіонаті Полтавської області. 1 вересня 2016 року підписав контракт з «Поділлям». У футболці хмельницького клубу дебютував 3 вересня 2016 року в нічийному (1:1) домашньому поєдинку 7-о туру Другої ліги проти херсонського «Кристалу». Сергій Вийшов на поле в стартовому складі та відіграв увесь матч. У команді відіграв неповних три сезони, за цей час у Другій лізі зіграв 44 матчі, ще 1 поєдинок провів у кубку України.
15 липня 2019 року приєднався до «Енергії». У футболці новокаховського клубу дебютував 27 липня 2019 року в переможному (3:1) домашньому поєдинку 1-о туру групи Б Другої ліги проти «Нікополя». Дворник вийшов на поле в стартовому складі та відіграв увесь матч.